# Toulavá kamera
Toulavá kamera je pořad, který od roku 2003 vysílá Česká televize. Vychází každé nedělní dopoledne a provází diváka po turistických zajímavostech v různých koutech Česka. Seznamuje s historickými, technickými a přírodními památkami, s místy spjatými se slavnými osobnostmi, a v neposlední řadě s různými lidmi, kteří provozují unikátní muzea, věnují se zapomenutým řemeslům, renovují zchátralé památky a podobně. Pořadem střídavě provází Iveta Toušlová a Josef Maršál. Každý díl obsahuje šest (původně to bylo pět) reportáží napříč tuzemskými regiony a na konci soutěžní otázku o ceny.
V prvním roce vysílání byly natáčeny tři mutace pořadu – ze studia Brno pro jižní Moravu, kterou moderovaly Lenka Solanská a Petra Eliášová, ze studia Ostrava pro severní Moravu a Slezsko, kterou moderoval mj. Robert Galia, a z Kavčích hor v Praze vysílanou pro Čechy a moderovanou Ivetou Toušlovou a Josefem Maršálem. Pak byla hlavní výroba sjednocena do pražského studia.
Režisérem pořadu je Hanuš Hackenschmied. Divácká obliba pořadu vedla nejen ke stabilnímu vysílání po několik dekád, ale také k tomu, že brzy začaly s úspěchem vycházet i knížky, které obsahovaly články o místech z reportáží.

## Televizní pořad
Roku 2002 se zjistilo, že ČT neplní míru regionálního vysílání danou zákonem. Moderátorka Iveta Toušlová se svým kolegou a tehdejším manželem Jiřím Janečkem vymysleli formát podobný populárnímu Objektivu, ale věnovaný pouze lidem a místům v rámci Česka. Počátkem roku 2003 tedy Česká televize ve spolupráci s cestovatelským vydavatelstvím Freytag & Berndt začala vyrábět Toulavou kameru, cyklus obsahově pestrých reportáží z různých koutů České republiky.
Dramaturgyní a moderátorkou pořadu byla od počátku Iveta Toušlová, druhým moderátorem se stal Josef Maršál, také divákům známý ze zpravodajství ČT. Cyklus měl takový úspěch, že oproti očekáváním setrval ve vysílání dosud (koncem roku 2024 je to bezmála 22 let) a dne 3. listopadu 2019 byla slavnostně odvysílána 5000. reportáž. Na řadě z nich se podílí i regionální studia ČT. Na mnohá místa se štáb po letech vrací, aby zjistil, jak se v lokalitě daří a jak dopadly tehdejší plány.
Na televizní pořad navázalo vydávání knížek a příloh, vznikly také webové stránky pořadu s podrobnějšími informacemi o místech. Úspěch knižní kuchařky, přílohy k jednomu knižnímu dílu, inspiroval Ivetu Toušlovou k vytvoření osmidílného paralelního pořadu s názvem Toulavá kamera ochutnává Česko.

## Spolupráce s KČT
Klub českých turistů ve svém časopise Turista, ročník 2011, zavedl čtyřstranu s nadpisem Toulky s Toulavou kamerou, kterou zpracovávají někteří autoři TV seriálu i knižních vydání. Součástí stránek, obsahově vycházejících z vysílaných reportáží je odkaz na webovou stránku České televize o tomto pořadu.

## Knižní publikace
Vydavatelství Freytag & Berndt ve spolupráci s Edicí ČT vydává od roku 2005 řadu knih navazujících na televizní pořad. Zejména jsou to knihy Toulavá kamera (TK), kterých do roku 2024 vyšlo dosud 38 dílů, s příslušným pořadovým číslem 1–38. Autory jsou samotní tvůrci tohoto pořadu, tedy zejména Iveta Toušlová a Josef Maršál, dále u TK 1–25 Marek Podhorský, u TK 26 Miroslava Vobecká a v dalších dílech „kolektiv autorů“.
Knihy vytištěné tiskárnou PBtisk Příbram mají rozsah 230–260 stran, obsahují vždy 50 vybraných reportáží o místech z různých krajů, vybraných z dílů televizního pořadu. Některé knihy jsou doplněny do přebalu zasunutou přílohou, např. DVD (TK 5), kuchařkou místních receptů (TK 7), atlasem popisovaných cílů (TK 10 a 15), pexesa a karty kvarteta (TK 13). Všechny knihy mají místopisné rejstříky a mapy.
Speciálně pro děti vyšel roku 2006 bonus k TK 3, a roku 2018 samostatná publikace Malá Toulavka. Další speciální publikací byl Toulavý deník (2015) vydaný na kroužkové vazbě, s možností vpisovat poznámky, přikládat vstupenky apod. a vlepovat „Toulavé samolepky“.